# 游仙区
游仙区是中国四川省绵阳市所辖的一个市辖区。总面积973平方公里，区人民政府駐富樂街道一環路東段139號。

## 历史沿革
游仙区于1992年11月由拆分原绵阳市中区，以涪江中心主航道为界划分涪江以东而置。
据晋代葛洪《神仙传》记载，汉代云游天下的仙人李意期曾在这里修炼，后人乃修游仙观以作纪念，游仙之名是以得之。

## 行政区划
游仙区下辖4个街道办事处、10个镇：
涪江街道、富乐街道、游仙街道、春雷街道、石马镇、新桥镇、魏城镇、沉抗镇、忠兴镇、松垭镇、小枧镇、信义镇、仙鹤镇、盐泉镇和四川省新华劳动教育管理所。

## 人口民族
2002年人口49万人。
2022年末，游仙辖区常住人口56.84万人， 。比上年末增加0.23万人，其中城镇人口34.93万人，乡村人口21.91万人。常住人口城镇化率61.45%，比上年末提高0.22个百分点。年末全区户籍人口46.89万人。2022年全区出生人口2386人，出生率为4.99‰；死亡人数3041人，死亡率6.36‰；自然增长率-1.37‰。

## 文物保护单位
全国重点文物保护单位4处：平阳府君阙、鱼泉寺、马鞍寺、碧水寺摩崖造像。
省级文物保护单位8处：魏城文风塔、李杜祠、白蝉朱家梁子崖墓、柏林王家旺天主教堂、宋哲元墓、北山院摩崖造像及刻经、石堂院石刻题记及摩崖造像、绵阳圣水寺摩崖造像。